# Sommer-Paralympics 2008/Teilnehmer (Suriname)
| stlisierte Goldmedaille | stlisierte Silbermedaille | stlisierte Bronzemedaille |
| ----------------------- | ------------------------- | ------------------------- |
| —                       | —                         | —                         |

Suriname nahm mit dem Läufer Biondi Misasi an den Sommer-Paralympics 2008 im chinesischen Peking teil, der auch Fahnenträger beim Einzug der Mannschaft war. Ein Medaillensieg Surinames blieb jedoch aus.

## Teilnehmer nach Sportart

### Leichtathletik
Männer
- Biondi Misasi